# August Brooksbank
August Brooksbank (nume la naștere August Philip Hawke Brooksbank; n. 9 februarie 2021, Greater London, Anglia, Regatul Unit) este fiul prințesei Eugenie de York și al lui Jack Brooksbank. La momentul nașterii sale, era a 11-a persoană în linia de succesiune la tronul britanic. Este strănepotul reginei Elisabeta a II-a a Regatului Unit.